# Дибровка (Винницкая область)
Дибровка (укр. Дібрівка) — село на Украине, находится в Хмельницком районе Винницкой области.
Код КОАТУУ — 0524881802. Население по переписи 2001 года составляет 633 человека. Почтовый индекс — 22051. Телефонный код — 4338.
Занимает площадь 2,13 км².

## Адрес местного совета
22050, Винницкая область, Хмельницкий р-н, с. Войтовцы, ул. Космодемьянской, 8